# Araçuaí (ort)
Araçuaí är en ort i Brasilien.   Den ligger i kommunen Araçuaí och delstaten Minas Gerais, i den sydöstra delen av landet, 600 km öster om huvudstaden Brasília. Araçuaí ligger 316 meter över havet och antalet invånare är 22 005.
Terrängen runt Araçuaí är platt åt sydost, men åt nordväst är den kuperad. Det finns inga andra samhällen i närheten.
Omgivningarna runt Araçuaí är huvudsakligen savann. Runt Araçuaí är det ganska glesbefolkat, med 22 invånare per kvadratkilometer.